# Llandysul
Llandysul est une petite ville et une communauté du Ceredigion, au pays de Galles.

## Géographie
Llandysul est située dans le sud du Ceredigion, sur la berge septentrionale de la Teifi qui marque la frontière avec le Carmarthenshire.
La communauté de Llandysul comprend aussi les villages et hameaux de Capel Dewi (en), Castellhywel (cy), Horeb (cy), Pontsiân (en), Pren-gwyn (en), Rhydowen (en) et Tregroes (en).

## Démographie
Au recensement de 2011, la communauté de Llandysul comptait 2 732 habitants.